# تری‌اتیلن‌تترامین
تری‌اتیلن‌تترامین (به انگلیسی: Triethylenetetramine) با فرمول شیمیایی C۶H۱۸N۴ یک ترکیب شیمیایی با شناسه پاب‌کم ۵۵۶۵ و جرم مولی ۱۴۶٫۲۳۳۹۲ g/mol است.